# Antonio Tadini
Antonio Tadini, noto anche con lo pseudonimo di Giovanni Antonio, Giannantonio (Romano di Lombardia, 30 gennaio 1754 – Romano di Lombardia, 14 luglio 1830), è stato un matematico e ingegnere italiano.

## Biografia

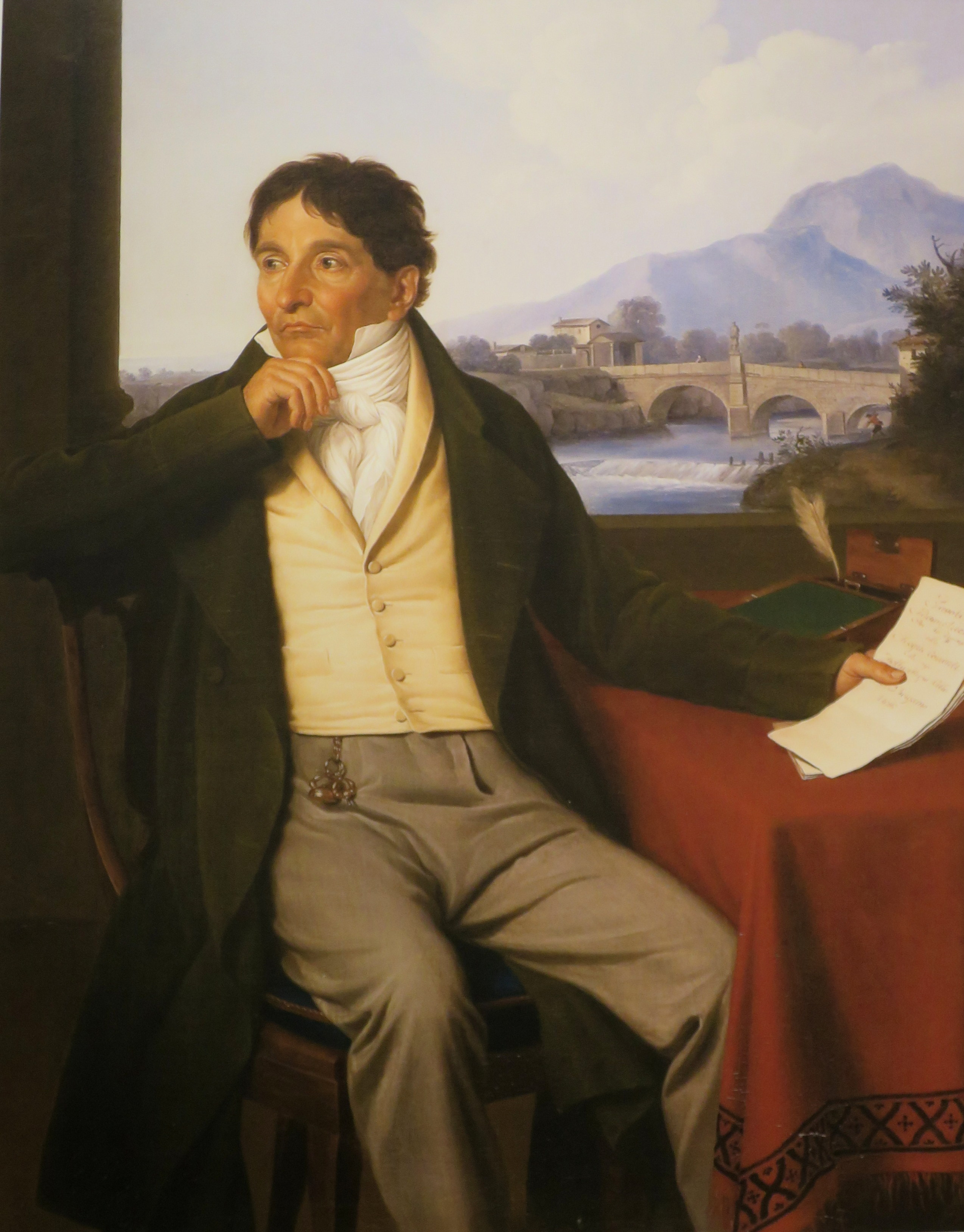
Ritratto di Antonio Tadini, olio su tela del maestro Giuseppe Diotti, 1826. Il ponte raffigurato sullo sfondo è quello di Gorle (Bergamo), sul fiume Serio. Il manoscritto nelle mani di Tadini rappresenta la sua pubblicazione de "Tavole Idrometriche"

Antonio Tadini è sesto dei dieci figli del conte Antonio Defendente Tadini e di Maria Guizzardi.
Dei suoi fratelli solo altri tre sono giunti all'età adulta: Giacomo, deputato; Giovanni Battista, la cui unica figlia erediterà l'intero patrimonio dello zio; Lucia, l'ultimogenita che entrerà in convento.
Frequentò il Seminario di Bergamo ed è stato ordinato sacerdote nel 1778. Si è formato sui testi dei più importanti geografi, naturalisti, matematici, astronomi, idraulici del suo tempo, italiani ed europei.  La mineralogia lo ha appassionato fin dagli anni della prima gioventù. Dal 1783 e per un decennio fu dapprima lettore di filosofia, che all'epoca comprendeva anche matematica, fisica e scienze naturali, poi docente di fisica al Collegio Mariano (oggi Liceo ginnasio Paolo Sarpi) della città orobica.
Nel 1793 si dimise dall'incarico di docenza al Collegio Mariano perché osteggiato da una parte del clero conservatore bergamasco che considerava il metodo scientifico galileiano e l'approccio razionale dell'Illuminismo adottato da Tadini, una minaccia alla tradizione teologica, oltre che per la censura operata da inquisitori veneti sulle tesi filosofiche di alcuni dei suoi allievi, associate ai suoi insegnamenti.

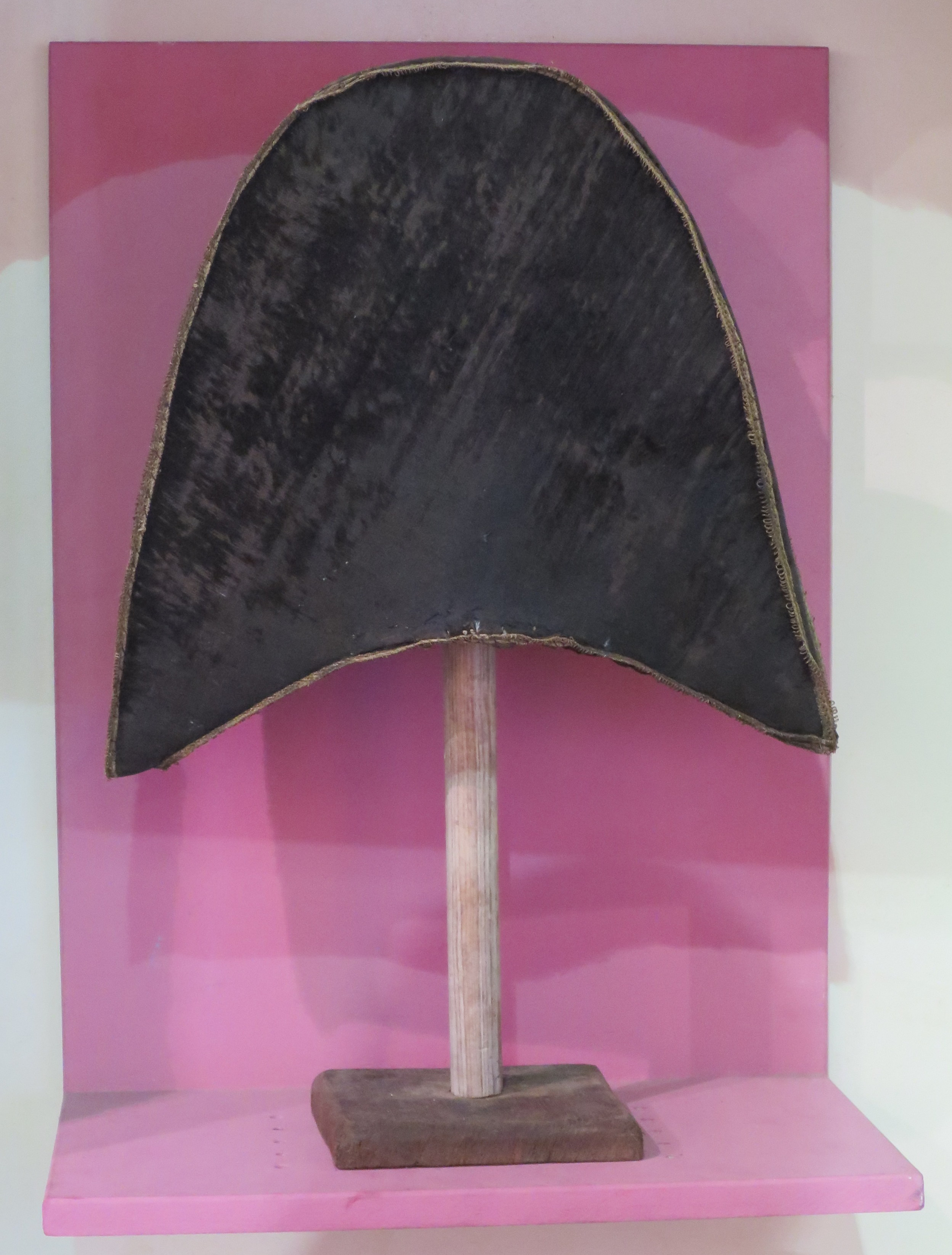
Bicorno alla francese appartenuto a Tadini, conservato presso il MACS, (Museo d'Arte e Cultura Sacra), Romano di Lombardia.

L'amicizia col collega Lorenzo Mascheroni sarà il tramite per cui le osservazioni sulle migrazioni degli uccelli che Tadini sperimentava e registrava,  susciteranno l'interesse e l'ammirazione, per la scientificità del metodo adottato e il ricorso alla nomenclatura ornitologica delle specie (secondo l'allora recente conquista della classificazione ad opera dell'illustre naturalista svedese Linneo), dell'astronomo e meteorologo Giuseppe Toaldo, comune amico del Mascheroni, che in quegli anni andava sviluppando la relazione tra le migrazioni degli uccelli con i dati meteoclimatici e la capacità predittiva della meteorologia. Tra il 1789 ed il 1791 Tadini effettua numerosi viaggi di osservazione naturalistica nelle valli e montagne bergamasche, piemontesi e svizzere per approfondire le conoscenze di geologia e mineralogia, e non di rado si troverà a dover confutare le credenze di quella componente della locale popolazione poco istruita e credulona, riconducendo alle leggi della fisica con dimostrazioni pratiche e semplici spiegazioni, fenomeni creduti di magica natura. Sarà in uno di questi viaggi che a Ginevra nel 1790 farà la conoscenza dello scienziato svizzero Horace-Bénédict de Saussure, considerato, tra l'altro, come il padre dell'alpinismo. Dal 1794 al 1830 dette alle stampe numerose pubblicazioni di fisica ed idraulica relazionandosi con le principali figure di studiosi dell'epoca. Attivo politicamente, alla caduta della Repubblica di Venezia (1797) tiene un pubblico discorso sulla italica unione, diventa influente personalità della Repubblica Cisalpina, nella quale ricoprì numerosi incarichi tra cui quello di consigliere nel Dipartimento del Serio e per breve periodo ministro dell'interno nel 1798, quindi "Commissario Generale del Potere Esecutivo per gli affari idraulici".  Successivamente alla fuga in Francia per l'arrivo degli Austro-Russi (1799-1802) ed il rientro a Bergamo al rapido ritorno dei francesi, ricoprì il ruolo di "ispettore idraulico" anche nel Regno Italico, "Idraulico Nazionale" (1804)  e  "Ispettore Generale del Corpo di Acque e Strade" dal 1806 al 1812, anno in cui per insanabili contrasti con colleghi e superiore viene dimissionato dall'incarico.

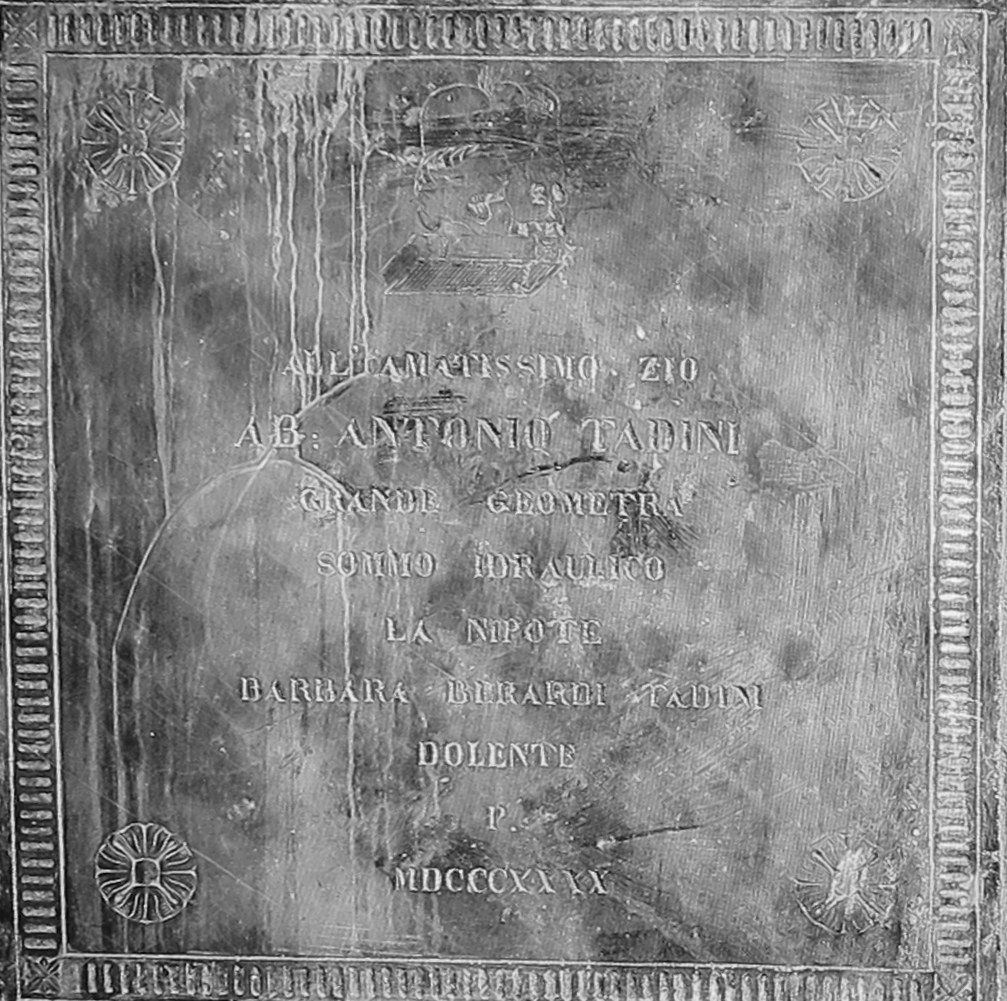
lapide di Tadini, "Vecchio Cimitero della Gamba", Romano di Lombardia

Autore di importanti studi di ingegneria idraulica tra cui il Canone generale dei nuovi canali sviluppando la formula che definisce la velocità dell'acqua che scorre in un canale in cui si possa supporre il moto uniforme, riscuotendo importanti riconoscimenti in Francia e Germania.
Suo il trattato Del movimento e della misura delle acque correnti, (1816).
Tavole idro-metriche per la dispensa delle acque correnti per uso della Regia Città di Bergamo, (1825).
Tadini è ricordato anche per gli studi condotti sull'origine delle proprietà agrarie della laguna veneta, sulla canalizzazione delle acque del Padovano, e per le meticolose sperimentazioni e registrazioni sulla deviazione verso oriente che subisce un grave cadendo effettuate dal campanile (in seguito demolito) della chiesa di San Francesco in Bergamo. Esperimenti e supporto teorico che perfezionano e sviluppano gli studi dello scienziato bolognese Giovanni Battista Guglielmini, tesi alla dimostrazione della rotazione terrestre.
Nel 1814 venne sollevato dagli incarichi attribuitigli a causa di una sua insofferenza nei confronti dei funzionari della dominazione francese, ritenuti arroganti ed invadenti. Si ritirò quindi nel suo paese natale, dove continuò gli studi a titolo personale, morendo nel 1830 a 76 anni. Fu sepolto nel "Vecchio Cimitero della Gamba" in Romano di Lombardia.

## Opere
- Sopra il trattato dell'Ariete Idraulico, 1811.

Dell'esito di una memoria idraulica, 1815

- Dell'esito di una memoria idraulica, Milano, Carlo Dova, 1815.
- Del movimento e delle misure delle acque correnti nel 1816, 1817.
- Saggio delle riflessioni pubblicate nella Biblioteca Italiana intorno alla prima parte dell'opera idraulica di A. T., Milano, Sonzogno, 1817.
- Di tre viziose dimostrazioni analitiche, Milano, Paolo Emilio Giusti, 1821.
- Tavole idrometriche per la dispensa delle acque correnti per uso della Regia Città di Bergamo, 1825.
- Di varie cose alla idraulica scienza appartenenti, Bergamo, Mazzoleni, 1830.

La Biblioteca Angelo Mai di Bergamo conserva studi e scritti di idraulica e idrometrica, lettere e "zibaldone" donate da Carlo Lochis.
In un volume rilegato (MMB 223) sono raccolte 86 "Lettere a Carlo Marieni" (1789-1830).
Altre tre lettere (1818-1824) si trovano in 65 R 10 "Collezione di autografi e notizie" e in Specola Epistolari 487 e 799.